# Азарян, Армен Сергеевич
Арме́н Серге́евич Азаря́н (род. 18 мая 1955) — советский футболист, защитник. Мастер спорта СССР.

## Биография
В 1972—1974 годах выступал за дубль ереванского «Арарата». В 1975—1978 годах провёл 28 матчей в высшей лиге. В 1978 году также играл за «Карабах» Степанакерт во второй лиге. Последние матчи в командах мастеров провёл в феврале — марте 1979 в составе «Арарата» в Кубке СССР.
Сыграл два матча в Кубке обладателей кубков 1975/76 против «Вест Хэм Юнайтед».
Финалист Кубка СССР 1976.